# Mookie Blaylock
Daron Oshay Blaylock, detto Mookie (Garland, 20 marzo 1967), è un ex cestista statunitense, ritiratosi dopo aver disputato 13 stagioni nella NBA.

## Carriera
Alto 1,85 m, era un point-man e fu votato fra i migliori giocatori difensivi in campo. Già astro nascente della University of Oklahoma, si mise in mostra per le sue qualità di difensore che gli valsero due elezioni nel miglior quintetto di difensori della NBA, riuscendo inoltre per quattro volte a superare il record di 200 palle rubate in una stagione. Era anche un capace tiratore da tre punti ed era abile nel passare la palla e nell'avviare il contropiede, riuscendo spesso a piazzarsi fra i primi nella classifica degli assist.
La sua carriera nei campionati universitari culminò nel 1988 quando riuscì a portare la sua squadra alla finale per il titolo NCAA, dove fu sconfitta dalla squadra della University of Kansas allenata da Larry Brown. L'anno successivo fu scelto al dodicesimo posto assoluto dai New Jersey Nets con i quali esordì nella NBA. Nel 1992 fu ceduto agli Atlanta Hawks, squadra nella quale, sotto la guida di Lenny Wilkens, ottenne i suoi migliori risultati rimanendovi fino al 1999, quando passò ai Golden State Warriors dove giocò fino al 2002, anno in cui concluse la sua carriera.

## Dopo il ritiro
Il 31 maggio 2013, Blaylock viene coinvolto in un gravissimo incidente stradale nella Contea di Clayton (Georgia) che lo lascia in serio pericolo di vita.

## Statistiche
| * | Primo nella lega |

### NCAA
| Anno      | Squadra          | PG  | PT | MP   | TC%  | 3P%  | TL%  | RP  | AP  | PRP | SP  | PP   |
| --------- | ---------------- | --- | -- | ---- | ---- | ---- | ---- | --- | --- | --- | --- | ---- |
| 1985-1986 | MC Chaps         | 34  | -  | -    | 56,6 | -    | 73,8 | 3,2 | 4,6 | -   | -   | 16,8 |
| 1986-1987 | MC Chaps         | 33  | -  | -    | 51,6 | -    | 72,3 | 4,2 | 4,9 | -   | -   | 19,6 |
| 1987-1988 | Oklahoma Sooners | 39  | -  | 34,5 | 46,0 | 38,8 | 68,4 | 4,2 | 5,9 | 3,8 | 0,1 | 16,4 |
| 1988-1989 | Oklahoma Sooners | 35  | -  | 38,8 | 45,5 | 37,1 | 65,0 | 4,7 | 6,7 | 3,7 | 0,6 | 20,0 |
| Carriera  | Carriera         | 141 | -  | 36,6 | 49,5 | 37,9 | 69,6 | 4,1 | 5,6 | 3,8 | 0,3 | 18,1 |

### NBA

#### Regular season
| Anno      | Squadra       | PG  | PT  | MP   | TC%  | 3P%  | TL%  | RP  | AP  | PRP  | SP  | PP   |
| --------- | ------------- | --- | --- | ---- | ---- | ---- | ---- | --- | --- | ---- | --- | ---- |
| 1989-1990 | N.J. Nets     | 50  | 17  | 25,3 | 37,1 | 22,5 | 77,8 | 2,8 | 4,2 | 1,6  | 0,3 | 10,1 |
| 1990-1991 | N.J. Nets     | 72  | 70  | 35,9 | 41,6 | 15,4 | 79,0 | 3,5 | 6,1 | 2,3  | 0,6 | 14,1 |
| 1991-1992 | N.J. Nets     | 72  | 67  | 35,4 | 43,2 | 22,2 | 71,2 | 3,7 | 6,8 | 2,4  | 0,6 | 13,8 |
| 1992-1993 | Atlanta Hawks | 80  | 78  | 35,3 | 42,9 | 37,5 | 72,8 | 3,5 | 8,4 | 2,5  | 0,3 | 13,4 |
| 1993-1994 | Atlanta Hawks | 81  | 81  | 36,0 | 41,1 | 33,4 | 73,0 | 5,2 | 9,7 | 2,6  | 0,5 | 13,8 |
| 1994-1995 | Atlanta Hawks | 80  | 80  | 38,4 | 42,5 | 35,9 | 72,9 | 4,9 | 7,7 | 2,5  | 0,3 | 17,2 |
| 1995-1996 | Atlanta Hawks | 81  | 81  | 35,7 | 40,5 | 37,1 | 74,7 | 4,1 | 5,9 | 2,6  | 0,2 | 15,7 |
| 1996-1997 | Atlanta Hawks | 78  | 78  | 39,2 | 43,2 | 36,6 | 75,3 | 5,3 | 5,9 | 2,7* | 0,3 | 17,4 |
| 1997-1998 | Atlanta Hawks | 70  | 69  | 38,6 | 39,2 | 26,9 | 70,9 | 4,9 | 6,7 | 2,6* | 0,3 | 13,2 |
| 1998-1999 | Atlanta Hawks | 48  | 48  | 36,7 | 37,9 | 30,7 | 75,8 | 4,7 | 5,8 | 2,1  | 0,2 | 13,3 |
| 1999-2000 | G.S. Warriors | 73  | 72  | 33,7 | 39,1 | 33,6 | 70,5 | 3,7 | 6,7 | 2,0  | 0,3 | 11,3 |
| 2000-2001 | G.S. Warriors | 69  | 59  | 34,1 | 39,6 | 32,4 | 69,7 | 3,9 | 6,7 | 2,4  | 0,3 | 11,0 |
| 2001-2002 | G.S. Warriors | 35  | 0   | 34,2 | 35,7 | 32,4 | 50,0 | 1,5 | 3,3 | 0,7  | 0,1 | 3,4  |
| Carriera  | Carriera      | 889 | 800 | 34,9 | 40,9 | 33,6 | 73,6 | 4,1 | 6,7 | 2,3  | 0,3 | 13,5 |
| All-Star  | All-Star      | 1   | 0   | 16,0 | 40,0 | 50,0 | -    | 1,0 | 2,0 | 2,0  | 0,0 | 5,0  |

#### Play-off
| Anno     | Squadra       | PG | PT | MP   | TC%  | 3P%  | TL%  | RP  | AP  | PRP  | SP  | PP   |
| -------- | ------------- | -- | -- | ---- | ---- | ---- | ---- | --- | --- | ---- | --- | ---- |
| 1992     | N.J. Nets     | 4  | 4  | 37,0 | 30,9 | 16,7 | 75,0 | 4,0 | 7,8 | 3,8* | 0,5 | 9,5  |
| 1993     | Atlanta Hawks | 3  | 3  | 33,0 | 36,0 | 33,3 | 83,3 | 4,3 | 4,3 | 1,0  | 1,3 | 9,0  |
| 1994     | Atlanta Hawks | 11 | 11 | 37,7 | 34,0 | 34,4 | 83,3 | 5,0 | 8,9 | 2,2  | 0,5 | 13,0 |
| 1995     | Atlanta Hawks | 3  | 3  | 40,3 | 36,7 | 39,3 | 63,6 | 4,3 | 5,7 | 1,3  | 0,0 | 18,0 |
| 1996     | Atlanta Hawks | 10 | 10 | 42,6 | 42,1 | 39,3 | 66,7 | 4,3 | 6,4 | 2,2  | 0,8 | 17,1 |
| 1997     | Atlanta Hawks | 10 | 10 | 44,1 | 39,6 | 32,9 | 66,7 | 7,0 | 6,5 | 2,1  | 0,2 | 16,4 |
| 1998     | Atlanta Hawks | 4  | 4  | 38,3 | 41,5 | 29,6 | 58,3 | 5,0 | 8,3 | 2,3  | 0,3 | 14,8 |
| 1999     | Atlanta Hawks | 9  | 9  | 39,8 | 32,6 | 35,3 | 46,7 | 4,0 | 4,0 | 2,0  | 0,2 | 12,6 |
| Carriera | Carriera      | 54 | 54 | 40,0 | 37,0 | 35,0 | 68,3 | 4,9 | 6,6 | 2,1  | 0,4 | 14,2 |

#### Massimi in carriera
- Massimo di punti: 39 vs Cleveland Cavaliers (12 novembre 1996)[2]
- Massimo di rimbalzi: 13 (2 volte)
- Massimo di assist: 23 vs Utah Jazz (6 marzo 1993)
- Massimo di palle rubate: 10 vs Philadelphia 76ers (14 aprile 1998)
- Massimo di stoppate: 3 (10 volte)
- Massimo di minuti giocati: 53 (3 volte)

## Palmarès
- NCAA AP All-America Second Team (1989)
- 2 volte NBA All-Defensive First Team (1994, 1995)
- 4 volte NBA All-Defensive Second Team (1996, 1997, 1998, 1999)
- NBA All-Star (1994)
- 2 volte migliore nelle palle rubate NBA (1997, 1998)
- Quarantatreesimo per numero di assist di sempre NBA
- Tredicesimo miglior giocatore per palle rubate di sempre NBA
- Quarto migliore giocatore di sempre per palle rubate a partita NBA in regular season (2,33 palle rubate a partita)

## Curiosità
I Pearl Jam, prima di utilizzare tale nome, si chiamavano Mookie Blaylock, proprio in onore del giocatore di basket. Sebbene costretti a cambiare nome, resero omaggio al giocatore chiamando il primo album Ten, come il numero (10) utilizzato da Blaylock.